# Ai Cập dưới thời nhà Muhammad Ali

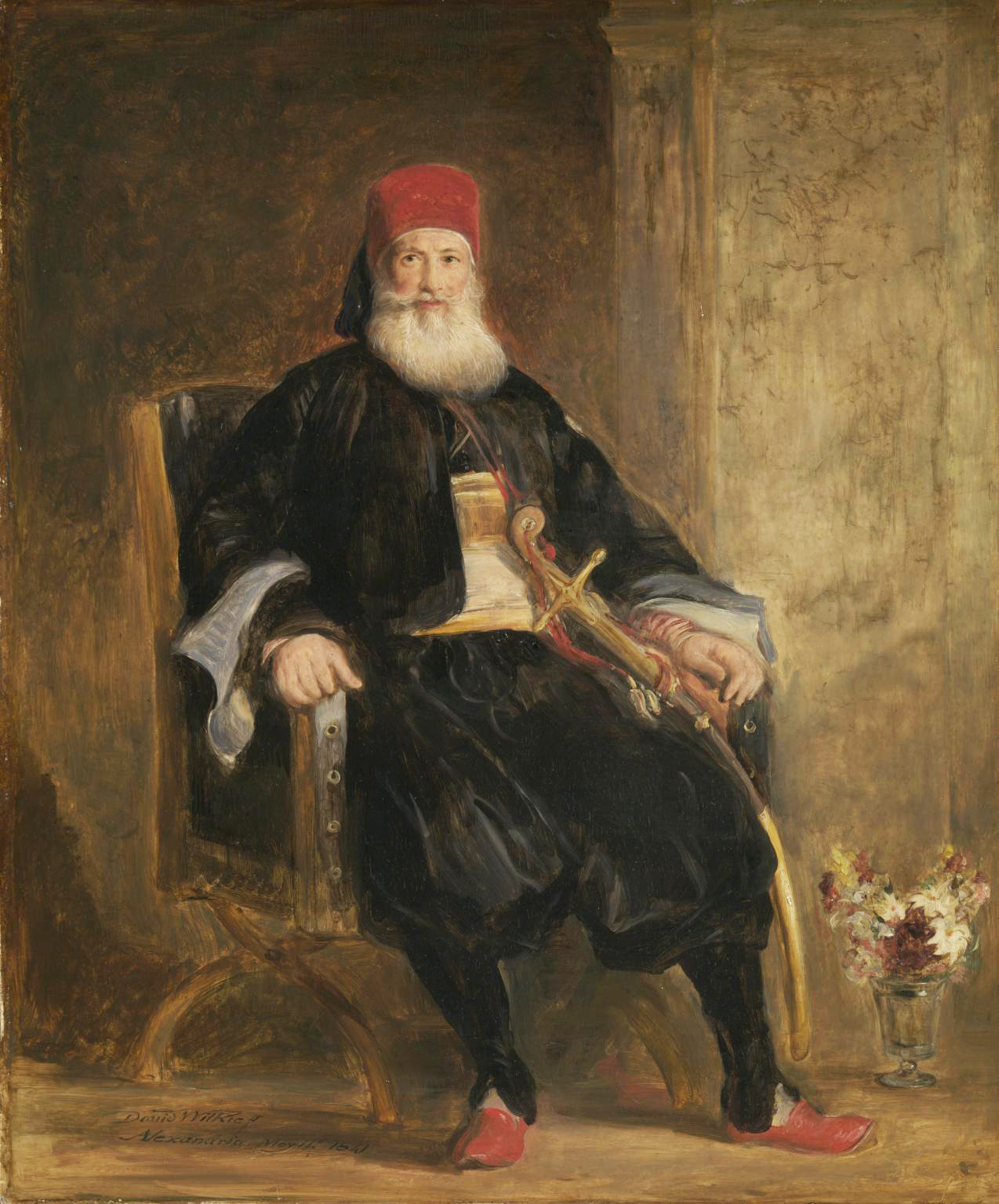
Muhammad Ali Pasha

Lịch sử Ai Cập dưới triều đại Muhammad Ali Pasha (1805 - 1953) là một thời kỳ cải cách và hiện đại hóa nhanh chóng, khiến Ai Cập trở nên một trong những nước phát triển nhất thế giới bên ngoài châu Âu. Nhưng những công cuộc này làm chính phủ chi tiêu quá độ, khiến nhà nước Ai Cập phá sản và rơi dần vào sự kiểm soát của vương quốc Anh. Với sự suy yếu của vương quốc này qua hai cuộc thế chiến, các phe nhóm dân chủ đấu tranh giành độc lập cho Ai Cập ngày càng mạnh lên, và cuối cùng truất phế nhà vua, lập nước Cộng hòa Ả Rập Ai Cập.

## Lãnh tụ Muhammad Ali (1805 - 1849)

### Khởi nghiệp
Năm 1798, quân Pháp, dưới sự chỉ huy của Napoléon sang chiếm Ai Cập trong tay nhà Ottoman của Thổ Nhĩ Kỳ. Nhà Ottoman phát binh sang giành lại Ai Cập, có quân Anh hỗ trợ. Quân Pháp bị đánh bại, phải rút. Trong đoàn quân Ottoman có viên phó tướng, người Albania, tên là Muhammad Ali (cũng thường biên là Mehmet Ali hay Mehmed Ali, theo khẩu âm Thổ Nhĩ Kỳ) nhanh chóng trở thành một nhân vật uy quyền nhất Ai Cập. Người Anh cần giữ lực lượng để đối phó với Pháp, và muốn giữ quan hệ tốt với nhà Ottoman, nên không chiếm Ai Cập. Khi họ rút đi rồi, thì một cuộc nội chiến tay ba xảy ra giữa quân Thổ Ottoman, quân nô lệ Mamluk Ai Cập, và quân đánh thuê người Albania. Cuộc nội chiến này kéo dài từ năm 1803 đến năm 1807. Tướng Muhammad Ali trở thành bá chủ đất Ai Cập năm 1805, khi Sultan Selim III của Thổ Nhĩ Kỳ (1789-1807) công nhận ông là Wali, hay tổng đốc Ai Cập. Từ đó, Muhammad Ali không bị tranh chấp chủ quyền Ai Cập, và tập trung được nỗ lực để củng cố một triều đại độc lập. Ông, và một số con cháu ông thường được gọi với tước hiệu Pasha đi sau tên. Danh từ Pasha tiếng Thổ Nhĩ Kỳ có thể chỉ định "quan tổng đốc", "tướng",… nói chung có thể dịch là "đại nhân" hay "ngài".

### Những cải cách

#### Cải cách quân đội (1807 - 1811)
Mặc dù quân Pháp bị quân Anh đánh bại tại Ai Cập, nhưng sau đó, dưới sự thống lĩnh của Napoléon, họ nhiều lần thắng lợi vẻ vang tại lục địa châu Âu, nên thường được coi là quân đội mạnh nhất thế giới. Để canh tân quân đội của mình, Muhammad Ali Pasha đã thuê các sĩ quan Pháp sang huấn luyện cho quân sĩ của ông. Các sĩ quan này được gọi là nizamiye 
Để loại trừ một mầm họa, năm 1811 Muhammad Ali ra lệnh tàn sát hầu hết các nô tướng Mamluk.

#### Chiếm hữu đất đai (1808 - 1817)
Kể từ năm 1808, Muhammad Ali bắt đầu chương trình mua lại đất từ các tư nhân trong khắp Ai Cập. Những người này bị cưỡng bách bán đất cho ông, đổi lấy những số tiền chu cấp định kỳ không tương xứng với giá đất. Ngay khi Muhammad Ali đi đánh Ả Rập Saudi thì chương trình này vẫn được tiếp tục. Với phương pháp "quốc hữu hóa" hay đúng hơn là "quốc trưởng hữu hóa" này, Muhammad Ali trở thành chúa đất của phần lớn Ai Cập.

#### Những cải cách khác
Trong khoảng thời gian 1818 - 1820, Muhammad Ali lại đẩy mạnh những cải cách: cải tổ điều hành tài chính, hiện đại hóa các cơ cấu, rước chuyên viên kỹ thuật nước ngoài đến làm việc, và cải thiện nông nghiệp.
Ông cho xây lại thành phố Alexandria khoảng năm 1810. Năm 1819, ông cho khởi công đào kênh Mahmudiya để dẫn nước sông Nile vào Alexandria. Kênh này được đặt tên theo vua Mahmud II của Thổ. Đến năm 1850 thì Alexandria đã lấy lại được vẻ huy hoàng của thời xưa.
Năm 1822, sau khi chiếm được Sudan, tướng Mahommed Bey đem bông vải từ Sudan về trồng. Kỹ nghệ bông vải được tổ chức và phát triển mạnh, chỉ mấy năm sau Muhammad Ali đã có được một nguồn lợi quan trọng từ kỹ nghệ này.
Nền giáo dục trong nước được khuyến khích, và đặc biệt là môn y học. Năm 1826, ông gởi nhiều sinh viên đi du học ở Pháp, gọi là phong trào 'Rifa'at al-Tahtawi'.
Về tôn giáo, Muhammad Ali cải cách viện đại học Al-Azhar, được ví như là toà thánh Vatican của tín đồ Hồi giáo trên thế giới. Ông cũng cho kiểm soát chặt chẽ hơn các đạo viện Hồi giáo.
Các doanh nhân từ châu Âu được đặc biệt ưu đãi, vì Muhammad Ali cần đến họ để xuất khẩu hàng hóa của ông. Hải cảng Alexandria ngày càng thịnh vượng. Hàng hóa giữa châu Âu và Ấn Độ cũng đi qua đất Ai Cập ngày một nhiều. Hình ảnh giàu mạnh, văn minh của người Âu cũng khiến cho cộng đồng Cơ Đốc giáo trong nước được thêm nể trọng.

### Chiến tranh tại bán đảo Ả Rập (1811 - 1817)
Trước đó, khi người phái Wahabbi (một phong trào của đạo Hồi kêu gọi trở về tôn giáo "nguyên thủy") chiếm thành phố Mecca năm 1802, vua Ottoman ra lệnh tướng Muhammad Ali từ Ai Cập cất quân chiếm lại Mecca. Việc này đưa đến cuộc Chiến tranh Ottoman-Saudi (1811-1818) giữa Ai Cập dưới triều đại Muhammad Ali (trên danh nghĩa nhà Ottoman) và người phái Wahabbi của miền Hedjaz ở bán đảo Ả Rập.

#### Chiến dịch thứ nhất (1811 - 1815)
Theo lệnh vua Thổ là Mahmud II (1808-1839), năm 1811 tổng đốc Muhammad Ali sai con ruột là Tusun Pasha, mới 16 tuổi, đem 20.000 quân, 2.000 ngựa đi đánh người Saudi ở bán đảo Ả Rập. Sau một thời gian tiến quân thành công, lực lượng này bị đẩy lui tại ải Jejeida gần Al-Safra, và phải rút về Yanbu. Cuối năm, có thêm viện binh, tướng Tusun lại tiến công. Lần này lấy được thành phố Medina sau một cuộc bao vây khá lâu. Kế đó tướng Tusun lấy được Jeddah và Mecca, và lại thắng trận sau đó, bắt được tướng phe Saudi.
Nhưng tình thế lại chuyển thành bất lợi, và tổng đốc Muhammad Ali, phải đích thân rời Ai Cập vào mùa hè năm 1813 để điều khiển quân sĩ, để lại con trai là Ibrahim giữ nước. Tuy gặp nhiều chướng ngại vì phong thổ và chiến thuật của đối phương, ông giữ được thế thượng phong, và phế được vị Sharif của Mecca. Sau cái chết của lãnh tụ Saudi là Saud, ông ký hoà ước với con trai vua Saud là Abdullah I năm 1815.
Được tin là người Thổ muốn nhân lúc ông vắng mặt đánh lấy Ai Cập để chiếm lại thực quyền, và hoàng đế Napoléon đã vượt thoát khỏi nơi giam cầm là đảo Elba, tổng đốc Muhammad Ali bèn rút về giữ nước. Ông về đến thủ đô Cairo đúng vào ngày Napoléon thua trận Waterloo.

#### Chiến dịch thứ nhì (1816 - 1818)
Nghe tin quân đội nổi loạn ở Cairo, công tử Tusun (con của tổng đốc Muhammad Ali) rút quân về, nhưng qua đời năm 1816 lúc tuổi mới 20. Tổng đốc Muhammad Ali, không hài lòng với hoà ước ký kết với người Saudi, và vì trong đó có mấy khoản không thi hành trọn vẹn, nên lại phát binh đánh bán đảo Ả Rập. Những quân nhân mới nổi loạn trước đó ít lâu đều bị đưa ra chiến trường.
Chiến dịch này do con trưởng của ông (con nuôi) là Ibrahim Pasha điều khiển, khởi sự vào mùa thu năm 1816. Cuộc chiến kéo dài và khó khăn nhưng đến năm 1818 thì Ibrahim Pasha chiếm được kinh đô Saudi là Diriyah. Vua Saudi là Abdullah I cùng với thủ quỹ và bí thư của ông bị bắt giải về Constantinopolis (kinh đô của đế quốc Ottoman) (có vài tài liệu nói là giải về Cairo). Mặc dù có lời hứa giữ an toàn của Ibrahim Pasha, họ đã bị xử tử. Công tử Ibrahim Pasha trở về Cairo khi sắp bước sang năm 1819, sau khi đã đè bẹp mọi chống đối ở bán đảo Ả Rập.

### Đánh Libya (1820)
Tháng 2 năm 1820, Muhammad Ali sai quân đánh đông bộ Libya, lấy được ốc đảo Siwa.

### Chiếm Sudan (1820 - 1822)
Năm 1820, Muhammad Ali sai con út là Ismail đem 4 - 5000 quân, người Thổ Nhĩ Kỳ và Ả Rập, đi xâm lược Sudan. Đoàn quân rời Cairo vào tháng 7, nhanh chóng chiếm được Nubia, đánh bại người Ả Rập Shagia phía nam tỉnh Dongola, phá được tàn quân Mamluk, và chiếm được đất Sennar ở trung bộ Sudan mà không phải đánh trận nào.
Năm 1821, Ibrahim Pasha cho xây thị trấn Khartoum, trở thành thủ đô của Sudan sau này. Năm ấy, Muhammad Ali lại sai tướng Mahommed Bey, với khoảng 4500 quân và 8 khẩu trọng pháo xâm lược xứ Kordofan ở trung bộ Sudan. Sau một cuộc chiến khốc liệt, tướng Mahommed Bey thành công.
Tháng 10 năm 1822, công tử Ismail và đoàn tùy tùng bị vua Nimr của xứ Shendi (ở bắc bộ Sudan) thiêu sống. Quyền cai trị Sudan tập trung về một mình tướng Mahommed Bey, một người tàn bạo hà khắc, khiến dân chúng ở đấy hết sức là khổ sở. Lúc bấy giờ người Ai Cập cũng kiểm soát thêm được hai hải cảng của Biển Đỏ là Suakin và Massawa.

### Chữ viết cổ Ai Cập "sống lại" (1822)
Người Pháp, lúc sang chiếm Ai Cập, có đào được ở thành Rashid một phiến đá có ghi chữ Hy Lạp và hai thứ chữ cổ Ai Cập (chữ bình dân và chữ tượng hình). Lúc bấy giờ môn khảo cổ Ai Cập đã thịnh hành nên khi ký hoà ước Pháp rút khỏi Ai Cập, có ghi trong tờ hoà ước là Pháp phải nhượng cho Anh phiến đá đặc biệt đó.
Tháng 5 năm 1816, nhà bác học và ngôn ngữ học Anh Thomas Young xuất bản tại Cambridge về một kết quả nghiên cứu sơ khởi về chữ "bình dân" trên phiến đá thành Rosetta. Năm 1819, trong phần phụ lục của bộ bách khoa tự điển Encyclopaedia Britannica, Thomas Young lại tuyên bố đã giải mã được 13 chữ cái của văn tự cổ Ai Cập. Sau này kiểm lại chỉ có 5 chữ là đúng, và hơn nữa những chữ này chỉ tìm được bằng cách phỏng đoán chớ không phải chứng minh bằng lý luận khoa học.
Người Pháp, tuy đã giao phiến đá thành Rosetta, nhưng có sao lại những dòng chữ khắc trên đó. Giới khảo cổ Pháp cũng làm việc với giới khảo cổ Anh trong tinh thần cởi mở. Nhờ vậy, một nhà sử học trẻ người Pháp tên là Jean François Champollion căn cứ trên phiến đá này đã tiến đến việc giải mã được toàn bộ chữ viết cổ Ai Cập bằng chứng minh qua lập luận khoa học. Ngày 27 tháng 9 năm 1822, tại Académie des inscriptions et des belles-lettres (tạm dịch Viện hàn lâm văn chương bút ký) của Pháp, có mặt ông Thomas Young, kết quả cuộc giải mã này đã được công bố. Năm 1824, nhà nước Pháp xuất tiền cho ông Champollion xuất bản quyển Précis du système hiéroglyphique des anciens Egyptiens (tạm dịch Xác định hệ thống chữ tượng hình của người cổ Ai Cập), đánh dấu sự sống lại của chữ cổ Ai Cập sau 15 thế kỷ thầm lặng.
Trong chuyến đi khảo cổ tại Ai Cập, Champollion và phái đoàn của ông đã được lãnh tụ Muhammad Ali đón tiếp ngày 24 tháng 8 năm 1828.
Với Champollion, kho tàng văn minh cổ Ai Cập như được đưa trở về ánh sáng bằng một chuyến xe tốc hành. Với sự cộng tác của ông Léon Jean-Joseph Dubois, ông lần lượt xuất bản bộ Le panthéon égyptien (tạm dịch Thần giới Ai Cập) với quyển 1 ra mắt độc giả năm 1823 cho đến quyển 15 ra mắt năm 1831. Ngoài ra ông cũng để lại nhiều công trình khác như bộ Grammaire égyptienne (Văn phạm tiếng Ai Cập), soạn trong khoảng 1830 - 1832.

### Cuộc nổi dậy của Ahmad (1824)
Năm 1824 tại miền Thượng Ai Cập có người tên Ahmad, ở làng al-Salimiyyah, cách Thebes vài cây số, xưng là tiên tri, nổi lên chống lại chính quyền Muhammad Ali. Số người theo ông đông khoảng 2 - 3 vạn, phần đông là nông dân, kế đến là lính của lực lượng Nizam Gedid đào ngũ.
Giới nông dân vốn căm giận những cải cách của tổng đốc Muhammad Ali, nhất là sự tăng thuế và cưỡng bách lao động. Phần đông những người đáng thương này không có vũ khí nào khác hơn là cây gậy nabbut dài đặc thù của nông dân Ai Cập. Cuộc nổi dậy này bị đàn áp đẫm máu, khoảng 1/4 số người nổi dậy bị tàn sát. Thủ lĩnh Ahmad thoát được, nhưng từ đó mất luôn tăm tích. Đây là lần cuối cùng người trong nước toan đánh đổ quyền chính của tổng đốc Muhammad Ali.
Những năm về sau trong nước rất yên trị. Quân binh tinh nhuệ mà kỷ luật lại cao. Khách lữ hành đi trên sông Nile hay trên các con đường cái quan không sợ cướp bóc.

### Chiến tranh tại Hy Lạp (1824 - 1828)
Năm 1821 người Hy Lạp nổi lên để giành lại độc lập trong tay người Thổ Ottoman. Quân Thổ Nhĩ Kỳ dần dần núng thế, nên phải gọi tổng đốc Muhammad Ali phát binh đánh giúp. Muhammad Ali đặt điều kiện là chỉ ra quân nếu được nhà Ottoman giao cho đảo Cộng hòa Síp, đảo Crete, bán đảo Peloponnesus ở miền nam Hy Lạp, và đất Syria. Sau khi nhà Ottoman chấp thuận, ông sai con trưởng là Ibrahim Pasha xuất quân.
Năm 1824, 60 tàu chiến và 17.000 quân Ai Cập sang đến đảo Crete, và năm 1825 tràn sang bán đảo Peloponnesus. Quân Ai Cập và quân Ottoman tuy bị nhiều tổn thất nặng nề, nhưng dần dần cũng chiếm được thế thượng phong. Cuộc khởi nghĩa của người Hy Lạp đã sắp bị dập tắt lúc gần cuối năm 1827, thì quân ba nước đế quốc Anh, Pháp, Nga đến cứu. Ngày 20 tháng 10 năm 1827, tại trận Navarino trên biển, liên quân Ai Cập-Ottoman bị liên quân Nga-Anh-Pháp đánh cho đại bại. Ibrahim Pasha không bỏ cuộc, cố thủ ở Peloponnesus, nhưng sau đó liệu không địch nổi bộ binh Pháp, nên rút khỏi vùng này vào tháng 10 năm 1828.
Theo hoà ước do người Anh đề nghị, Ai Cập được giữ đảo Crete.
Nhà Ottoman còn tiếp tục đánh đến năm 1832 mới công nhận Hy Lạp độc lập.

### Chiến tranh Ai Cập - Thổ lần thứ nhất (1831 - 1833)
Thấy đế quốc Ottoman đã suy yếu, Muhammad Ali chiêu mộ binh sĩ, lập một hạm đội mới, quyết thôn tính Thổ Nhĩ Kỳ. Lấy cớ rằng Abdullah Pasha, tổng đốc thành Acre ở Palestine (lúc bấy giờ thuộc Thổ Nhĩ Kỳ) chứa chấp 6.000 nông dân nghèo fellah từ Ai Cập trốn thuế và lao động cưỡng bách chạy sang , ông sai công tử Ibrahim Pasha đem quân vào đế quốc Ottoman ngày 31 tháng 10 năm 1831.
Quân Ai Cập chiếm Palestine và Syria dễ dàng, nhưng phải bao vây 6 tháng mới lấy được thành Acre ở Palestine gần biên giới Ai Cập (3/11/1831 đến 27/5/1832). Được Syria rồi, quân Ai Cập tiến vào Tiểu Á tức bán đảo Thổ Nhĩ Kỳ. Ngày 21 tháng 12 năm 1832, Ibrahim Pasha đánh bại đại quân Thổ do Đại Vizia Reshid Mehmed Pasha cầm đầu tại trận Konya. Từ Konya đến kinh đô Constantinopolis không còn đạo quân nào ngăn trở nữa, Muhammad Ali sẵn sàng thực hiện nước cờ kế tiếp là truất phế vua Mahmud II để lập con trưởng vua này là hoàng tử bé thơ Abdul Mejid lên thay.
Đế quốc Nga vốn chiến tranh liên miên với Thổ Nhĩ Kỳ, nhưng lại không muốn nước láng giềng Thổ Nhĩ Kỳ bị thay thế bởi một đế quốc mạnh hơn, nên đề nghị giúp đỡ vua Mahmud II. Lúc bấy giờ nhà Ottoman vừa trả độc lập cho Hy Lạp và hoà với Nga, nên nhận sự giúp đỡ quân sự của Nga. Cuộc chiến chuyển thành những vòng đàm phán do người Nga chủ trì, và cuối cùng đạt đến thỏa ước Kutahya ký ngày 14 tháng 5 năm 1833.
Theo thỏa ước Kutahya, Muhammad Ali vẫn chỉ được coi là tổng đốc (Wali), và phải rút quân khỏi Tiểu Á. Nhưng ông được công nhận quyền cai trị đảo Crete, đất Hedjaz ở bán đảo Ả Rập. Con ông là Ibrahim Pasha được quyền cai trị Syria và quận Adana ở Tiểu Á. Cha con ông, với tính cách là bề tôi, phải nộp cống cho nhà Ottoman, nhưng thực ra chỉ phải nộp cống rất ít. Thực tế có lẽ cổ kim chưa có vị tổng đốc nào có được thực quyền trên một lãnh thổ to lớn ngần ấy: Ai Cập, Sudan, tây bộ Ả Rập, Syria, Liban, Palestine,…
Công tử Ibrahim Pasha áp dụng lối cai trị hà khắc ở Ai Cập tại các vùng mới chiếm đóng, nên không đầy một năm, người Syria, người theo giáo phái Druze (ở Liban) và người Ả Rập nổi dậy chống đối. Họ bị đích thân Muhammad Ali đem quân đàn áp dã man, và sự uất ức của họ đem lại cho vua Mahmud II niềm hy vọng sẽ chiếm lại được các vùng họ ở.

### Tình hình trong nước (1833 - 1839)
Theo hồi ký của ông Ferdinand de Lesseps, phó lãnh sự Pháp ở Alexandria, một trận dịch lớn xảy ra trong khoảng 1833-1837 trong vòng 2 năm. Đến một phần ba dân số Alexandria và Cairo bị thiệt mạng vì trận dịch này.

### Chiến tranh Ai Cập - Thổ lần thứ nhì (1839 - 1841)
Mùa xuân năm 1839 vua Mahmud II dồn quân đến biên giới Syria. Ibrahim Pasha thấy bị đe dọa bên sườn, bèn ra quân tấn công quân Ottoman tại trận Nezib ngày 24 tháng 6. Một lần nữa, quân Ottoman bị bại trận. Sáu ngày sau, trước khi tin này về tới kinh đô Constantinopolis, Mahmud II qua đời.
Cũng như Nga, hai đế quốc Anh và Pháp không muốn Ai Cập và Thổ hợp thành một nước lớn mạnh. Quân Anh, với quân Pháp và Hy Lạp tòng chinh, lập tức xâm lăng Ai Cập. Nhận thấy người Anh và người Pháp có nhiều bất đồng và hay cạnh tranh nhau, Muhammad Ali cố gắng kéo dài thời gian cầm cự để chờ liên minh Anh - Pháp tan rã. Nhưng người Pháp nhất định liên kết với người Anh để chống lại tham vọng của ông, nên Muhammad Ali đã bị thảm bại nặng hơn.
Ngày 15 tháng 7 năm 1840, các đế quốc Anh, Áo-Hung, Nga, Phổ ký Thỏa ước Luân Đôn, công nhận gia đình Muhammad Ali được truyền đời cai trị Ai Cập và Sudan, nhưng phải rút khỏi Syria và Liban. Muhammad Ali không chấp nhận thỏa ước này. Hải quân Anh và Áo-Hung bèn phong tỏa bờ biển châu thổ sông Nile, dội pháo vào Beirut (11 tháng 9 năm 1840). Sau khi Acre đầu hàng ngày 3 tháng 11 năm 1840, Muhammad Ali phải chấp nhận Thỏa ước Luân Đôn ngày 27 tháng 11 năm 1840. Ông cũng phải rút quân khỏi đảo Crete và miền Hedjaz, và giảm số quân xuống còn 18.000 người.
Sau khi ông chấp nhận thỏa ước, nhà Ottoman gởi thêm vài thánh chỉ để phân định ranh giới rõ hơn. Thánh chỉ quan trọng nhất được ban ra ngày 13 tháng 2 năm 1841. Muhammad Ali được giữ bán đảo Sinai vài nơi trong bán đảo Ả Rập.

### Những năm cuối của Muhammad Ali
Thỏa ước Luân Đôn chấm dứt những cuộc chiến triền miên của thời Muhammad Ali và trước nữa. Nhưng năm 1842 Ai Cập bị ngay một mùa lũ lớn của sông Nile tàn phá. Cũng năm đó mục súc bị bệnh dịch, chết rất nhiều. Năm 1843 có nạn châu chấu phá hại mùa màng, rất nhiều người chết đói, nhiều làng mạc bị bỏ hoang.
Dân chúng cũng khổ vì cách sống khắc nghiệt trong quân ngũ. Theo như những lá thư của Florence Nightingale, cô y tá người Anh nổi tiếng, gởi từ Ai Cập vào khoảng 1849-50, nhiều nhà sợ con đi lính đến nổi làm cho mù đi một mắt hoặc làm gãy tay lọi chân. Muhammad Ali biết là dân muốn cho con trốn lính, nên lập ra những đội quân đặc biệt khuyết tật, như đội pháo binh khuyết năng, bảo rằng còn một mắt thì vẫn có thể bắn được.
Khổ nhất là những nông dân nghèo fellah bị bắt buộc phải đi xây dựng những công trình có ích cho công chúng mà không được trả lương. Một công trình lớn cuối cùng là năm 1847 Muhammad Ali đặt viên đá đầu tiên cho một chiếc cầu khổng lồ bắc qua sông Nile nơi bắt đầu vùng châu thổ.
Sau gần nửa thế kỷ cầm đầu xứ Ai Cập, vào tháng 6 năm 1848 Muhammad Ali không còn đủ minh mẫn để trị nước. Ông thôi việc triều chính và đến ngày 2 tháng 8 năm 1849 thì qua đời.

## Lãnh tụ Ibrahim Pasha (1848)
Lúc Muhammad Ali già yếu thì Ibrahim Pasha trị nước thay cha nuôi. Nhà Ottoman công nhận ông là tổng đốc kể từ ngày 1 tháng 9 năm 1848. Nhưng đến ngày 10 tháng 11 năm đó thì ông qua đời, trước cả Muhammad Ali.

## Lãnh tụ Abbas I (1849 - 1854)
Abbas I là con của công tử Tusun, tức là cháu gọi Ibrahim Pasha bằng bác. Từ lúc Ibrahim Pasha qua đời thì ông cầm quyền nhiếp chính, và đến khi ông nội ông là Muhammad Ali qua đời năm 1849 thì chính thức trở thành tổng đốc (wali) của Ai Cập và Sudan.
Abbas I là người ít nói, và gần như không hề ra khỏi cung điện. Ông thi hành chính sách ngược lại ông nội ông, về cả điều tốt lẫn điều xấu: ông hủy bỏ các độc quyền về buôn bán, giảm quân đội xuống còn 9.000 người, và đóng cửa các xí nghiệp cũng như các trường học.
Dưới sức ép của chính phủ Anh, ông cho phép khởi công làm đường hỏa xa nối Cairo và Alexandria.
Ông bị hai người nô lệ của ông giết chết vào tháng 7 năm 1854.

## Lãnh tụ Sa'id Pasha (1854 - 1863)
Sa'id Pasha là người con yêu quý nhất của Muhammad Ali. Từng đi du học ở Pháp, nên ngay năm 1854 (ngày 30 tháng 11) ông đã ký giấy nhượng cho người Pháp quyền sử dụng eo đất Suez trong 99 năm  nhằm tiến hành đào và khai thác kênh Suez. Người đứng ra đốc thúc và chỉ huy công trình này là kỹ sư Ferdinand de Lesseps, bạn của Sa'id Pasha, từng là phó lãnh sự Pháp tại Alexandria. Người Anh tức tối dùng ảnh hưởng với nhà Ottoman ngăn cản công trình này. Đến năm 1856 nhà Ottoman mới chịu ký giấy chấp nhận.
Để xoa dịu, Sa'id Pasha cho phép công ty người Anh là Eastern Telegraph Company vào thị trường Ai Cập, và cho người Anh lập ngân hàng Bank of Egypt năm 1854.
Năm 1855, Sa'id Pasha hủy bỏ thuế Jizya với tín đồ Cơ Đốc giáo. Ít lâu sau, người Cơ Đốc giáo lại được cho phép vào phục vụ trong quân đội Ai Cập.
Sa'id Pasha là người có lòng nhân từ. Ông cố gắng bài trừ nạn săn bắt nô lệ ở Sudan, nhưng không thành công. Ông cũng lo cải thiện đời sống những người nông dân nghèo fellah. Năm 1858, ông ra luật cho các nông dân này được sở hữu vĩnh viễn các ruộng đất mà họ canh tác.
Ông cũng phát triển hạ tầng cơ sở trong nước, như cho đắp thêm đường sắt thứ nhì nối liền Cairo và Alexandria, mở thêm đường sắt đến hải cảng Al-Suways (Suez).
Kỹ sư Ferdinand de Lesseps đứng ra vận động mở Công ty Hoàn Vũ kênh Suez nối biển (Compagnie Universelle du canal maritime de Suez), với số vốn đầu tư là 200.000.000 quan Pháp, chia làm 400.000 cổ phần giá 500 quan Pháp. Nhà nước Ai Cập bỏ vào phần hùn là 80 triệu quan Pháp. Người Pháp bỏ vào khoảng 120 triệu quan Pháp. Công ty ra đời ngày 15 tháng 12 năm 1858, với trụ sở chính ở Alexandria và trụ sở hành chính ở Paris. Trước đó, ngày 5 tháng 1 năm 1856, có thảnh chỉ quy định rằng 4/5 tổng số nhân công phải là người Ai Cập. Ngày 20 tháng 7 năm 1856 lại có sắc lệnh quy định điều kiện làm việc cho các nông dân nghèo fellah tham gia đào kênh.
Ngày 25 tháng 4 năm 1859 công cuộc đào kênh Suez được bắt đầu. Nơi kênh Suez trổ ra Địa Trung Hải, một thành phố hải cảng được xây đựng lên, và được đặt tên của Sa'id Pasha: Port Said.
Người Anh, vốn đang ủng hộ một công trình đường sắt vận tải hàng hóa đi ngang Ai Cập, và nhất là không muốn người Pháp nắm một vị trí chiến lược quan trọng là kênh Suez, nên vào tháng 10 năm 1859 lại vận động nhà Ottoman ra lệnh đình chỉ công trình đào kênh. Ferdinand de Lesseps về Pháp yết kiến hoàng đế Napoléon III nhờ can thiệp. Hoàng đế này tuyên bố rằng đây chỉ là công việc chuẩn bị, chưa phải là công trình thực thụ, và người Pháp lại tiếp tục.
Năm 1862, vì thiếu nhân lực, Công ty kênh Suez đòi hỏi Sa'id Pasha phải qua hệ thống lao động cưỡng bách (corvée) cung cấp 10.000 công nhân mỗi tháng.
Trong thời gian công trình đào kên Suez đang tiến hành thì Sa'id Pasha qua đời (ngày 18 tháng 1 năm 1863).

## Lãnh tụ Isma'il Pasha (Isma'il Lộng lẫy) (1863-1879)

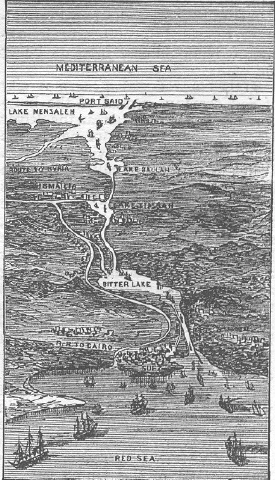
Họa đồ kênh Suez năm 1881

Isma'il Pasha là con của Ibrahim Pasha, lên nối nghiệp chú. Ông có ngoại hiệu là Isma'il Lộng lẫy, tức Isma'il the Magnificent trong tiếng Anh. Ông được nhiều huân chương danh dự do các nước ngoài như Pháp, Ý, Phổ, Hà Lan,… trao tặng.

### Thực hiện kênh Suez
Người Anh thừa dịp Sa'id Pasha mất, vận động vua Thổ ra lệnh ngưng đào kênh Suez. Ngày 6 tháng 4 năm 1863, vua Thổ là Abdul Aziz đặt điều kiện là phải bãi bỏ lao động cưỡng bách và vùng kênh đào Suez phải trung lập. Ngày 6 tháng 7 năm 1864, hoàng đế Pháp là Napoléon III với tư cách là trọng tài được mọi bên chấp nhận, bắt buộc nhà nước Ai Cập phải bồi thường Công ty Suez 84.000.000 quan Pháp, trong đó 38.000.000 vì lý do ngưng cung cấp phu lao động cưỡng bách. Công ty đưa một số máy móc vào thay sức nhân công bị thiếu hụt. Bị khá nhiều trắc trở, nhưng công cuộc đào kênh Suez vẫn tiến hành, và đưa đến sự xây dựng một thành phố mới, ở đoạn giữa kênh Suez, được đặt tên của Isma'il Pasha: Ismailia.
Trong hai tháng 6 và 7 năm 1865, một trận dịch tả lan ra ở vùng kênh Suez, khiến những dân phu đi đào kênh bị chết hại rất nhiều. Cuối cùng, kênh Suez được khánh thành ngày 17 tháng 11 năm 1869, có mặt hoàng hậu Eugénie của Pháp và chính khách từ nhiều nước được Isma'il Pasha mời tới.

### Các cải cách
Cuộc nội chiến Hoa Kỳ (1861 - 1865) làm giá bông vải tăng vọt (miền nam Hoa Kỳ vốn có rất nhiều đồn điền bông vải), khiến cho nhà nước Ai Cập được khá nhiều lợi nhuận từ bông vải vào đầu đời Isma'il Pasha. Nguồn lợi này khiến cho Isma'il Pasha bồi thường Công ty Suez dễ dàng hơn, và tiến hành nhiều cải cách. Ông tái lập và cải thiện hệ thống hành chính của Muhammad Ali, vốn đã bị phá hỏng bởi Abbas I. Năm 1865 ông lập nhà bưu điện Ai Cập (Ai Cập đã có hệ thống bưu chính thời khalip Mu'Awiya I (661 - 680)). Ông tái tổ chức các trường võ bị của Muhammad Ali Pasha lập ra, và nâng số quân lên đến 94.000 năm 1874. Ông cũng ủng hộ ngành giáo dục đôi chút. Ông thuê các công ty giỏi nhất châu Âu làm đường hỏa xa, hệ thống điện báo, các hải đăng, con đê chặn sóng của Alexandria. Ông cho mở mang thủ đô Cairo rộng lớn thêm và cho xây gán vào Cairo một thành phố ở tả ngạn sông Nin theo kiểu mẫu thành phố Paris.
Isma'il Pasha cũng tiếp tục đường lối cố gắng bài trừ tệ nạn buôn bán nô lệ của Sa'id Pasha.

### Quy chế nối nghiệp và tước hiệu
Năm 1866 ông được vua Thổ Nhĩ Kỳ chấp thuận thay đổi quy chế nối nghiệp. Trước nay, theo luật Thổ Nhĩ Kỳ, người nối nghiệp phải là người đàn ông có tuổi nhất trong gia đình, cho nên đã có trường hợp Sa'id Pasha là chú nhưng sinh sau (1822) phải lên nắm quyền sau cháu là Abbas I, sinh năm 1813. Đổi lấy số tiền nộp cống tăng lên gần gấp đôi, từ giờ trở đi quyền nối nghiệp trở thành ưu tiên cho con trai trưởng.
Năm 1867 Isma'il Pasha lại được nhà Ottoman nhìn nhận là khedive (chúa). Trước nay, những người tiền nhiệm của ông, kể từ Muhammad Ali Pasha chỉ tiếm xưng chức này, nhưng không được nhà Ottoman công nhận - mặc dù họ lại ít lệ thuộc vào nhà Ottoman hơn ông.
Năm 1873 lại có thánh chỉ nhà Ottoman nhìn nhận thêm nhiều đặc quyền của các khedive Ai Cập.

### Nợ nần và thuế khóa
Từ khi cuộc nội chiến Hoa Kỳ chấm dứt, giá bông vải tụt xuống dần, khiến nhà nước Ai Cập gặp nhiều khó khăn về tài chính. Isma'il Pasha lại sống phô trương, xa hoa lộng lẫy, xây cất nhiều cung điện, nên chính quyền đánh thuế dân rất nhiều.
Về điều kiện sống của người dân, trong "Những lá thư cuối cùng từ Ai Cập", Duff Gordon phu nhân đã kể:

### Bành trướng ở phương nam
Trước đó, năm 1865, Isma'il Pasha được nhà Ottoman ban cho tỉnh Habesh (Abyssinia), bấy giờ là một dải đất duyên hải hẹp kề cận nước Ethiopia. Từ vùng đất này, Isma'il Pasha mở rộng địa bàn, lấn sâu vào đất của hoàng đế Yohannes IV của Ethiopia (1872 - 1889), lập những đồn điền bông vải rộng bao la.
Phía tây nam, năm 1874 ông chiếm vùng Darfur ở tây bộ Sudan.
Nhưng đến tháng 11 năm 1875 quân ông bị quân Ethiopia đánh tan tác tại trận Gundet. Tháng 3 năm 1876 quân ông lại bị quân hoàng đế Yohannes IV của Ethiopia đánh bại tại trận Gura', con ông là Hassan bị bắt, sau đó phải chuộc bằng một món tiền khổng lồ.

### Kiệt quệ tài chính
Tiền nợ của chính phủ Ai Cập, từ 3.000.000 bảng Anh năm 1863, tăng nhanh đến 100.000.000 bảng Anh năm 1874. Năm 1875, sự sản xuất trong nước không còn đủ cung cấp cho ngay cả những nhu cầu cấp bách nhất của bộ máy hành chính. Isma'il Pasha cũng đã nhiều lần thất hứa trong hạn kỳ trả nợ, nên không còn vay mượn gì được ở thị trường châu Âu nữa. Sưu thuế bấy giờ thường thu trước nhiều tháng. Số nợ khổng lồ lại tăng nhanh. Isma'il Pasha đành phải bán cho chính phủ Anh 176.602 cổ phần công ty Suez với giá 976.582 Anh kim ngày 25 tháng 11 năm 1875.
Người Anh và Pháp sợ những món tiền đầu tư kếch sù của họ ở Ai Cập bị tan thành mây khói, nên lập hệ thống "Kiểm soát song phương" để kềm chế một số thất thoát tài chính trong chính phủ Ai Cập.
Năm 1877, mực nước sông Nin quá thấp, không đủ cung cấp cho các ruộng nương, vườn tược, dân chúng lại khổ vì thất mùa. Năm đó Ai Cập lại phải cung cấp cho nhà Ottoman 25.000 quân và lương thảo trong cuộc Chiến tranh Nga-Thổ Nhĩ Kỳ (1877–1878).
Tháng 8 năm 1878, lần đầu tiên Ai Cập lập thủ tướng theo lối Tây phương. Ông Nubar Pasha, một người thân tín của Isma'il Pasha, trở thành vị thủ tướng đầu tiên. Tháng 9 năm 1878, cuộc "Kiểm soát song phương" được thay thế bằng sự có mặt của hai bộ trưởng người nước ngoài trong nội các vừa thành lập của Ai Cập: ông Charles Rivers Wilson, người Anh, giữ chức bộ trưởng tài chính; ông Ernest-Gabriel de Blignières, người Pháp, giữ chức bộ trưởng công chánh.
Isma'il Pasha không chịu được những tình trạng kiểm soát gò bó này, nên ngầm tổ chức một cuộc nổi loạn của quân đội để nắm lại trọn quyền. Người Anh và Pháp phản ứng bằng cách nhờ nhà Ottoman hạ chiếu chỉ truất phế ông ngày 26 tháng 6 năm 1879 và lập con trai trưởng của ông là Tewfik lên thay. Nằm trong thế kẹt, Isma'il Pasha rời ngôi khedive (chúa) không chút kháng cự nào.

## Kiểm soát song phương (1876 - 1882)
Vào tháng 12 năm 1875, chính phủ Anh sai ông Stephen Cave và đại tá John Heydon Stokes sang Ai Cập điều tra về tình hình tài chánh. Tháng 4 năm sau, ông Stephen Cave công bố một bản tường trình, cho thấy quốc gia Ai Cập sẽ không tránh khỏi bị phá sản nếu tiếp tục với đường lối hành chính này. Các cường quốc châu Âu lợi dụng nợ bắt Ai Cập nhượng thêm các đặc quyền.
Bản tường trình của ông Stephen Cave dẫn đến việc thành lập Ngân Quỹ Tiền Nợ (Caisse de la Dette) cho phép nước ngoài kiểm soát phần lớn số tiền của nhà nước Ai Cập thu vào.
Tháng 11 năm 1876, hệ thống "Kiểm soát song phương" được lập ra, qua đó một viên chức người Anh giám sát tiền thu vào và một viên chức người Pháp giám sát tiền chi ra của chính phủ Ai Cập. Sự giám sát này lại đưa đến sự quốc tế hóa đường sắt và hải cảng Alexandria. Hai viên chức, George Goschen của Anh và Edmond Joubert của Pháp phân loại các khoản nợ của nhà nước Ai Cập, và tổng kết thành một con số là 89.308.000 Anh kim, với 6.000.000 Anh kim tiền lãi mỗi năm.
Năm 1877 thất mùa và phải trang trải phí tổn cho 25.000 quân giúp nhà Ottoman, nên chỉ trả tiền lãi mà chính phủ Ai Cập đã phải thâm thủng 3.440.000 Anh kim. Năm 1878 vay thêm ngân hàng Rothschild, đưa tiền nợ lên 98.378.000 Anh kim, nhưng lãi suất được giảm xuống 4%, nên chỉ còn phải trả mỗi năm 4.243.000 Anh kim. Tháng 5 năm 1878 người Anh và Pháp lại lập một hội đồng điều tra, và đưa đến sự kiểm soát tài sản riêng khổng lồ của Isma'il Pasha.
Cuộc "Kiểm soát song phương" trên danh nghĩa được chấm dứt vào tháng 9 năm 1878, khi hai ông Rivers Wilson và De Blignières vào nắm hai ghế bộ trưởng Ai Cập. Nhưng trên thực tế Ai Cập dĩ nhiên vẫn tiếp tục bị Anh và Pháp kiểm soát.
Trong giai đoạn 09/1878 đến 04/1879, quân đội Ai Cập từ con số 25.000 bị cắt giảm xuống còn 7.000, và khoảng 2.500 sĩ quan bị bớt phân nửa số lương.
Sau khi Isma'il Pasha bị truất phế, cuộc "Kiểm soát song phương" lại được tái lập vào tháng 11 năm 1879. Từ lúc ấy cho đến năm 1882, sự chi thu của chính phủ Ai Cập nằm trong tay các viên chức người Anh (Evelyn Baring, rồi đến Auckland Colvin) và người Pháp (Ernest-Gabriel de Blignières) thi hành "Kiểm soát song phương".

## Lãnh tụ Tewfik Pasha (1879 - 1892)
Lãnh tụ Tewfik Pasha kế nhiệm cha trong cảnh nước nhà phá sản, ngoại bang kiểm soát. Tuy nhiên ông cũng còn quyền và đã dùng quyền một cách sai lầm. Ông ra luật không cho phép nông dân được thăng tiến thành quan chức. Dân chúng bất bình nổi lên theo đại tá Ahmed Arabi, đưa đến sự việc năm 1882 quân Anh vào chiếm đóng Ai Cập. Năm 1884 người Anh đòi ông phải nhượng Sudan, ông buộc lòng phải chấp thuận.
Ông không hoàn toàn bị mất quyền. Vào ngày 9 tháng 6 năm 1888 ông bãi chức thủ tướng Nubar Pasha và sau đó mời Riaz Pasha về lập chính phủ.
Viên tổng lãnh sự Anh là Evelyn Baring khuyến khích ông phô trương những hoạt động trị dân của ông. Ông chăm lo việc thủy lợi, giáo dục và công lý. Lúc Alexandria bị dịch tả năm 1883, ông không sợ bệnh, đi thăm viếng, ủy lạo dân chúng. Nhờ vậy nhà Muhammad Ali tiếp tục được phần nào sự ủng hộ của người dân.

## Ai Cập chiếm đóng bởi người Anh (1882 - 1936)

### Cuộc khởi nghĩa của Ahmad Arabi (1881 - 1882)
Cuộc "Kiểm soát song phương" làm cho tinh thần quốc gia ở Ai Cập ngày càng dâng cao. Các nhóm ái quốc Ai Cập viết những vở tuồng, những bài báo đòi độc lập và một chế độ có hiến pháp. Nhiều người ảnh hưởng tư tưởng của ông Jamal al-Din al-Afghani, kêu gọi tín đồ Hồi giáo đoàn kết chống lại thực dân châu Âu.
Năm 1881 đại tá Ahmad Arabi (cũng viết là Urabi, hay Anh hóa là Orapy,…) dấy quân chống lại bộ trưởng Bộ Chiến tranh, rồi tiếp đến chống lại Tewfik Pasha. Ông đòi hỏi lập hiến pháp qua bầu cử của đại chúng, và tăng thêm ngân sách cho quân đội. Các phe nhóm yêu nước theo ông rất đông, trong đó có nhiều người Copt theo Cơ Đốc giáo. Đầu năm 1882 họ nắm nội các và quân đội. Những cuộc phiến loạn nổ ra ở các thành phố hải cảng.
Từ thời Sa'id Pasha và Isma'il Pasha, người Ai Cập dần dần được có chức vụ trong quân đội. Các sĩ quan Ai Cập lập các bang, hội kín để chống lại sự kỳ thị chủng tộc, ưu đãi các sĩ quan người Thổ Nhĩ Kỳ và người Circassian, có đặc quyền từ nhà Ottoman và nhà Mamluk. Các nhóm này nay trút cơn giận của họ lên người Thổ Nhĩ Kỳ, người Circassian, người Âu rồi luôn cả tín đồ Cơ Đốc giáo người Ai Cập.
Trước tình thế này, vào tháng 5 người Anh và Pháp cho tàu chiến đến phong tỏa hải cảng Alexandria. Điều này khiến tình hình căng thẳng thêm. Hơn 100 người nước ngoài bị giết. Ngày 11 tháng 7 năm 1882, tàu chiến Anh nã pháo vào Alexandria. Các đại sứ hội nghị ở Constantinopolis, nhà Ottoman được mời đem quân vào bình định Ai Cập, nhưng họ từ chối. Chính phủ Anh mời Pháp cộng tác để chiếm đóng Ai Cập. Pháp từ chối. Anh mời Ý, Ý lại cũng từ chối.
Tháng 8 năm 1882, quân Anh đổ bộ Ai Cập qua ngã các thành phố Port Said, Suez và Ismailia bên kênh Suez. Người Ai Cập đánh lui được quân Anh tại trận Kafr-el-Dawwar, nhưng ngày 13 tháng 9 năm 1882 bị thua trận đánh quyết định Tel el-Kebir.
Ahmad Arabi bị bắt tại Cairo, Egypt, và xử án ngày 3 tháng 12. Ông bị kết án tử hình nhưng được giảm xuống lưu đày sang Tích Lan. Đến tháng 5 năm 1901 thì ông được khedive (chúa) Abbas II ân xá và trở về Ai Cập.

### Thời kỳ trước Bảo Hộ (1882 - 1914)
Người Anh lập lại Tewfik Pasha. Có lẽ ban đầu họ không muốn ở lâu, nhưng thấy tình hình tài chính trong nước cần nhiều sửa đổi dài hạn nên đã đổi ý. Mặc dù có thực quyền nhưng trên danh nghĩa họ vẫn coi Ai Cập là đất của nhà Ottoman.
Ngày 29 tháng 10 năm 1888, Hiệp định Constantinopolis (Convention of Constantinople) được ký kết giữa các nước Anh, Áo-Hung, Đức, Hà Lan, Nga, Pháp, Tây Ban Nha, và Thổ Nhĩ Kỳ quy định rằng kênh Suez trung lập, ai cũng có quyền đi qua, trong thời bình cũng như thời chiến, nhưng cũng công nhận quyền của các khedive (chúa) Ai Cập được có những biện pháp để giữ nước hoặc giữ vững trị an.
Ngày 7 tháng 1 năm 1892, Tewfik Pasha qua đời. Con trưởng là Abbas II nối ngôi.
Tháng giêng năm 1894, sau khi bị người Anh ép buộc phải rút lại một lời phê bình quân Ai Cập do tướng Anh là Herbert Kitchener điều khiển, Abbas II bèn bí mật thành lập và yểm trợ phong trào quốc gia do ông Mustafa Kamil cầm đầu.
Cuối thế kỷ XIX, đế quốc Pháp bành trướng thành đế quốc có lãnh thổ rộng lớn nhất châu Phi. Năm 1898, họ muốn được người Anh nhượng quyền tại Sudan và Ai Cập nên đưa quân đến Fashoda (cách Khartoum khoảng 650 km về phía nam). Việc này đưa đến cuộc khủng hoảng Fashoda. Từ tháng 7 đến tháng 12 năm 1898, quân Pháp và Anh ở trong tình trạng sẵn sàng giao chiến. Rốt cuộc, người Pháp rút lui, chiến tranh không xảy ra giữa Pháp và Anh.
Khi tướng Anh là Herbert Kitchener đối thoại với tướng Pháp là Jean-Baptiste Marchand tại Fashoda, ông đã nói đại ý rằng "tôi giữ đất Fashoda nhân danh nhà Ottoman và khedive của Ai Cập". Điều này cho thấy người Anh cũng còn tôn trọng nhà Ottoman và nhà Muhammad Ali phần nào.
Ngày 8 tháng 4 năm 1904, người Pháp ký tại Luân Đôn một thỏa ước cam kết rằng họ sẽ không cản trở cuộc cai trị của người Anh tại Ai Cập, và cũng không yêu cầu Anh rút khỏi Ai Cập. Qua thỏa ước này, người Anh cũng để cho Pháp rảnh tay củng cố thế lực ở các thuộc địa hoặc các vùng ảnh hưởng khác.
Năm 1906, có sự kiện Denshawai (the Denshawai incident), dân làng Denshawai bị sĩ quan Anh và pháp lý Anh ức hiếp, khiến cho sự uất ức và tinh thần quốc gia của người Ai Cập tăng cao. Nhưng trong lúc nhất thời, người Ai Cập không ngăn được người Anh tiến thêm một bước, đổi Ai Cập thành đất bảo hộ của Anh.

### Thời kỳ Bảo Hộ (1914 - 1922)
Ngày 28 tháng 6 năm 1914, Chiến tranh thế giới thứ nhất bùng nổ. Tháng 10 năm 1914, đế quốc Ottoman theo Liên minh trung tâm đánh phe Entente của vương quốc Anh. Người Anh bèn tuyên bố Ai Cập là đất Bảo Hộ của Anh, và không còn là đất của nhà Ottoman nữa. Ngày 19 tháng 12 năm đó, người Anh phế khedive (chúa) Abbas II, lập chú ông là Husayn Kamil, lại cho Husayn Kamil xưng là sultan (Hồi vương), ngang với các lãnh tụ nhà Ottoman.
Người Anh cũng không còn tôn trọng sự trung lập của kênh Suez ký kết trong Hiệp định Constantinopolis năm 1888. Họ cấm các tàu thuyền của Liên minh trung tâm đi qua kênh này. Năm 1915, quân Ottoman từ bán đảo Sinai đánh vào kênh Suez, nhưng bị quân Anh đẩy lui.
Năm 1917, từ Ai Cập, quân Anh liên tiếp thắng quân Ottoman, lần lượt chiếm Gaza, Jerusalem. Năm 1918, họ lại thắng và chiếm Damascus, Beirut, và Aleppo.
Ngày 9 tháng 10 năm 1917, sultan Husayn Kamil qua đời. Con trai độc nhất của ông là Kamal al-Din Husayn nhất định không chịu nối ngôi khi thực quyền còn trong tay người Anh, nên em trai ông là Fuad I lên thay.

Cuối năm 1918, Chiến tranh thế giới thứ nhất chấm dứt. Những người Ai Cập yêu nước giờ đã quy tụ khá đông quanh đảng Wafd do ông Saad Zaghlul lãnh đạo. Đầu tháng 3 năm 1919, người Anh bắt ông Saad Zaghlul và một số cộng tác viên đem an trí ở đảo Malta. Người Ai Cập phản ứng ngày 8 tháng 3, họ phát động cuộc cách mạng Ai Cập năm 1919 (Egyptian Revolution of 1919), một cuộc tranh đấu bất bạo động, bất hợp tác với chính quyền Anh. Trong mấy tuần, cho đến tháng 4 năm 1919, những vụ đình công và biểu tình được tiến hành khắp nơi trong nước. Sinh viên, công chức, doanh nhân, nông dân, công nhân, tu sĩ, phụ nữ, tín đồ Cơ Đốc giáo lẫn tín đồ Hồi giáo đều tham gia cuộc cách mạng này. 

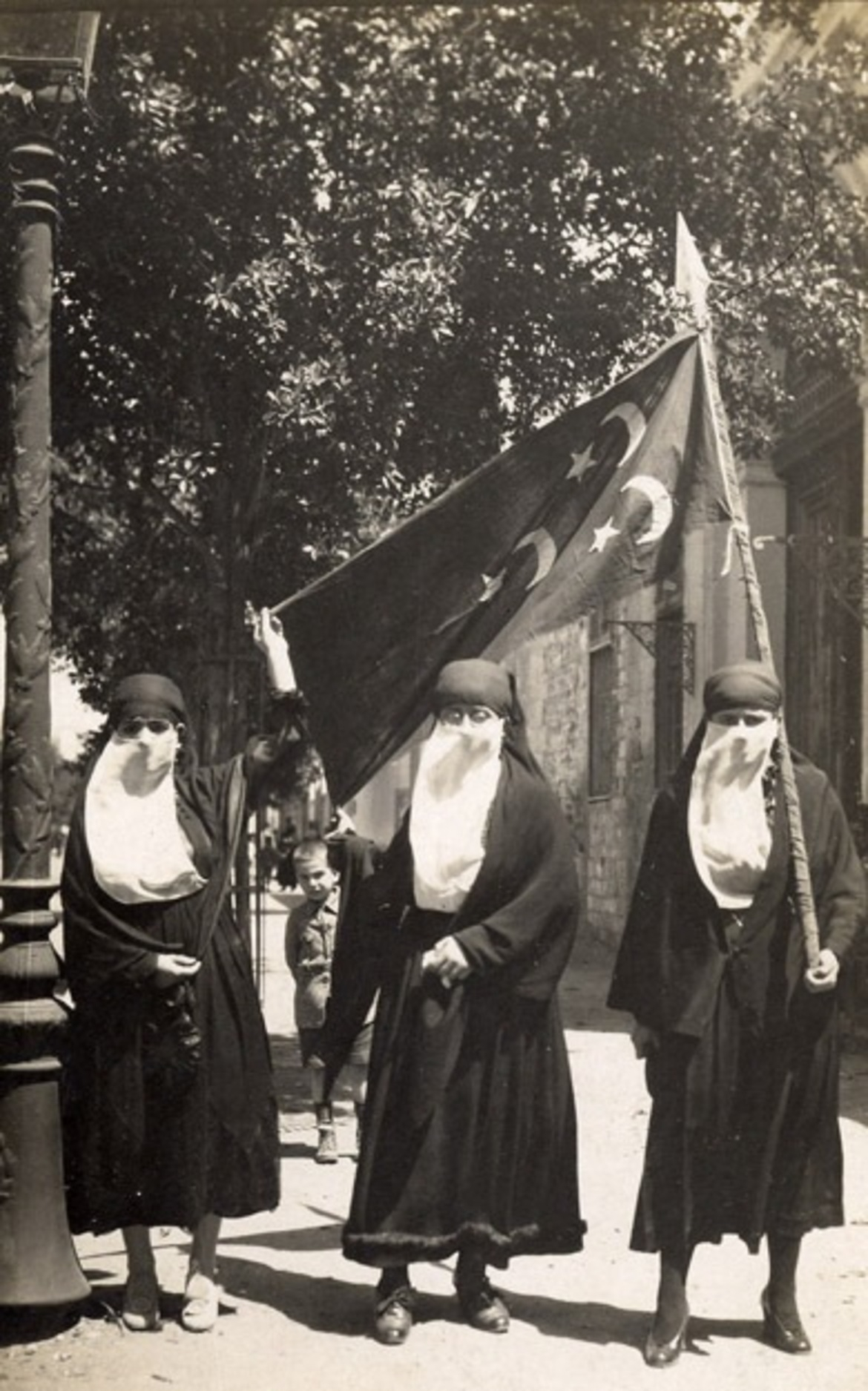
Những phụ nữ yêu nước biểu tình tại Cairo, 1919.

Theo tờ New York Times số ra ngày 25 tháng 7 năm 1919, con số tử vong của người Ai Cập trong cuộc cách mạng cho đến lúc ấy là 800 người, và số bị thương là 1600 người.
Người Anh nhượng bộ, thả ông Saad Zaghlul về nước ngày 7 tháng 4 năm 1919. Họ cũng chấp thuận cho phái đoàn của đảng Wafd tham dự hội nghị hoà bình Versailles ở Pháp. Ngày 11 tháng 4 năm 1919, phái đoàn đảng Wafd đến Versailles điều đình đòi người Anh trả độc lập cho Ai Cập. Sự yêu cầu của họ đã bị từ khước. Tại đấy, Hoa Kỳ, nước mạnh bậc nhất sau thế chiến, khăng khăng ủng hộ Anh tiếp tục chiếm giữ Ai Cập.
Tháng 11 năm 1919, nước Anh cử hội đồng Milner (the Milner Commission) sang Ai Cập để giải quyết tình hình. Năm 1920, tử tước Alfred Milner đưa bản tường trình lên bộ trưởng ngoại vụ là hầu tước George Curzon, đề nghị rằng phải đổi quy chế bảo hộ thành một thỏa ước liên kết với Ai Cập. Hầu tước Curzon bèn chấp thuận tiếp kiến phái đoàn của ông Saad Zaghlul và hoàng thân Adli Pasha. Phái đoàn này đến Luân Đôn vào tháng 6 năm 1920 và thỏa thuận được đúc kết vào tháng 8 năm 1920. Vào tháng 2 năm 1921, nghị viện Anh phê chuẩn đồng ý thỏa thuận này và đòi hỏi Ai Cập gởi đến một phái đoàn có toàn quyền để ký một thỏa ước dứt khoát. Tháng 6 năm 1921, Adli Pasha cầm đầu phái đoàn Ai Cập đến Anh quốc. Nhưng, trong hội nghị đế quốc (Imperial Conference) tại Luân Đôn năm 1921, các đại biểu của "đế quyền" (Dominion) nhấn mạnh rằng Anh quốc phải nắm quyền kiểm soát vùng kênh Suez. Do đó bộ trưởng Curzon không thuyết phục được nội các chấp nhận các điều kiện mà Adli Pasha sẵn sàng ký kết. Cho nên phái đoàn ông Adli thất vọng trở về.
Sự chống đối gia tăng của người Ai Cập đưa đến sự ban hành thiết quân luật của chính quyền Anh tại Cairo vào tháng 12 năm 1921. Họ lại bắt ông Saad Zaghlul đem an trí ở Aden, rồi ở đảo Seychelles năm 1921. Người Ai Cập phản đối, và mãnh liệt hơn tại các vùng thôn quê. Họ tấn công vào các thiết bị quân sự, dân sự và nhân viên người Anh. Những phản đối này khiến Luân Đôn đã ký tuyên bố Ai Cập độc lập ngày 22 tháng 2 năm 1922.

### Thời kỳ sau Bảo Hộ (1922 - 1936)
Ngày 16 tháng 3 năm 1922, Fuad I cải hiệu, không xưng là sultan nữa, mà xưng là vua của Ai Cập và Sudan, kèm thêm tước hiệu quân vương (sovereign) của Nubia, Kordofan và Darfur - là những xứ nằm trong địa phận Sudan ngày nay.
Tuy tiếng là độc lập, nhưng Ai Cập vẫn còn bị người Anh thao túng khá nhiều về chính trị, hành chính, thuế vụ, và các cải cách. Ngoài ra, quân Anh vẫn trấn giữ kênh Suez, Sudan và các thuộc địa khác của Ai Cập. Và quân Anh vẫn chưa rút khỏi Ai Cập.
Ngày 19 tháng 4 năm 1923 Ai Cập theo một hiến pháp mới, do đảng Wafd soạn thảo, quy định vua có quyền cao nhất, được các bộ trưởng phụ tá trong việc trị nước, nhưng cũng bị chia quyền bởi hai nghị viện, đảm trách bàn thảo và ban hành luật lệ. Ngày 16 tháng 1 năm 1924 nhà cách mạng Saad Zaghlul trở thành vị thủ tướng được dân bầu cử đầu tiên trong lịch sử Ai Cập. Quần chúng coi ông là vị anh hùng dân tộc. Nhưng ông chỉ ở tại chức không đầy 1 năm. Sau khi ông Lee Stack, toàn quyền (governor-general) Sudan bị ám sát, và các đòi hỏi của người Anh mà ông thấy không thể chấp nhận, ông từ chức ngày 24 tháng 11 năm 1924. 

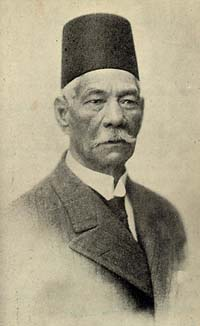
Nhà cách mạng Saad Zaghlul

Chính sự Ai Cập sau đó gặp nhiều rối ren, như năm 1928 quốc hội bị giải tán, và một phần của hiến pháp không còn được tôn trọng. Năm ấy, Hasan al Banna lập phong trào Anh em Hồi giáo (Muslim brotherhood) chống lại đảng Wafd và xu hướng theo Âu tây trong xã hội. Năm sau, lại có Ahmad Husayn lập phong trào "Misr-al-Fatat" (Ai Cập trẻ). Ngày 4 tháng 10 năm 1929, thủ tướng Muhammad Mahmoud Pasha thoái chức, tòng nam tước Percy Lyham Loraine giữ chức toàn quyền (Governor General) Ai Cập trong 2 tháng, trước khi Ai Cập chọn được một thủ tướng khác. Năm 1931, đảng Wafd tẩy chay bầu cử, đảng Al-Sha'ab (đảng Nhân dân) lên nắm chính quyền. Từ năm 1933 đến năm 1936, vua Fuad I đích thân trị nước. Trong thời gian này, nhờ có những nhân vật uy tín như ông Sarwat Pasha hay ông Adli Pasha trở lại đảm trách chức thủ tướng, nên Ai Cập cũng được khá vững mạnh, để tiến đến việc đòi lại độc lập toàn vẹn.
Ngày 28 tháng 4 năm 1936, vua Fuad I qua đời. Hoàng tử Farouk, 16 tuổi, lên nối ngôi, thành vua Farouk I. Triều đình lập Hội đồng Nhiếp Chính do Hoàng tử Muhammad Ali Tewfik làm chủ tịch trong thời gian vua Farouk I được coi là chưa trưởng thành.
Năm 1936 hiến pháp được tái lập. Cả nước bầu cử, đảng Wafd trở lại nắm chính quyền. Ông Mustafa el-Nahhas, một chiến hữu từng bị lưu đày sang Seychelles cùng với nhà cách mạng Saad Zaghlul, cũng từng là thủ tướng năm 1928 và 1930, trở lại làm thủ tướng Ai Cập. Ngày 26 tháng 8 năm 1936, chính phủ Ai Cập và chính phủ Anh ký hiệp ước Anh - Ai Cập 1936: Anh rút hết quân khỏi Ai Cập, chỉ còn đóng ở vùng kênh đào Suez.

## Vua Farouk I (1936 - 1952) và Fuad II (1952 - 1953)

### Thời kỳ trước Đệ Nhị Thế Chiến (1936 - 1939)
Hiệp ước Anh - Ai Cập 1936 cũng quy định rằng Anh huấn luyện quân đội và cung cấp quân nhu cho Ai Cập, đồng thời sẽ cứu viện nếu Ai Cập bị xâm lăng. Ai Cập lúc ấy cảm thấy bị đe dọa bởi vương quốc Ý, đang bành trướng ở Ethiopia mặt nam và ở Libya phía tây.
Vua Farouk I vào lúc đầu, nhờ có mẹ là người bản xứ, và nhờ Anh rút quân, nên khá được lòng dân. Nhưng ông sống xa xỉ, hay đi Âu châu mua sắm, nên lần hồi mất lòng dân.

### TrongChiến tranh thế giới thứ hai(1939 - 1945)
Khi tình hình châu Âu căng thẳng, người Anh đã mượn đất Ai Cập làm căn cứ đóng quân và lập "Quân khu Trung Đông" có trụ sở tại Cairo vào tháng 6 năm 1939.
Nhưng năm 1940, vua Farouk I lại từ khước không chịu tuyên chiến với phe Trục. Đảng Wafd thì tuyên bố chống lại chủ nghĩa Quốc xã của Adolf Hitler. Từ ngày 9 đến 16 tháng 9 năm 1940, quân Ý xâm chiếm Ai Cập, nhưng bị liên quân Anh và Pháp Tự do đánh bại. Đặc biệt trong lúc quân Ý nã pháo vào Alexandria, cả thành phố cúp điện, thì cung vua Farouk I vẫn mở đèn sáng choang, khiến nhân dân nhiều người chua chát.
Quân Anh đóng tại Ai Cập, thống lĩnh bởi các tướng Archibald Wavell, đến Claude Auchinleck, rồi Bernard Montgomery thường dựa vào Ai Cập để chống với quân Trục ở Bắc Phi. Nói đến Chiến tranh thế giới thứ hai tại Ai Cập, người ta thường nhắc đến hai trận El Alamein, với trận thứ nhì được coi là bước ngoặt của Thế chiến, đưa phe Đồng Minh sang thế thượng phong.
Tháng 2 năm 1942, người Anh buộc Ai Cập phải được cầm quyền bởi đảng Wafd. Một lần nữa, ông Mustafa el-Nahhas trở lại làm thủ tướng, cho đến khi bị vua Farouk I cách chức vào tháng 10 năm 1944. Ahmad Mahir Pasha lên thay, cực lực chống lại tổ chức Anh em Hồi giáo, và đã tuyên bố một fatwa (sắc dụ) chống lại tổ chức này. Tháng 1 năm 1945, Ahmad Mahir Pasha nhân danh Ai Cập tuyên chiến với Đức và Nhật. Ngày 24 tháng 2, ông bị một thanh niên 28 tuổi giết chết tại quốc hội vì lời tuyên chiến này.

### Sau Chiến tranh thế giới thứ hai (1945 - 1952)
Người thủ tướng kế nhiệm là Mahmoud an-Nukrashi Pasha bị một thành viên của tổ chức Anh em Muslim giết tại văn phòng năm 1948.
Năm ấy, nước Do Thái được tái lập. Để bảo vệ người Ả Rập sinh sống trên đất Palestine bị người Do Thái giành đất, 5 nước tộc Ả Rập là Ai Cập, Liban, Jordan, Syria và Iraq hợp binh quyết diệt nước Do Thái. Cuộc chiến kéo dài đến năm 1949, Do Thái giữ được nước. Người Ả Rập coi đó là một sỉ nhục lớn của dân tộc. Họ quy lỗi cho sự bất tài của các chính quyền, và ảnh hưởng của người Âu. Năm 1948 đại tá Gamal Abdel Nasser lập Phong trào Công chức Tự do nhằm lật đổ hoàng gia và đuổi các cố vấn Anh. Phong trào này thực hiện được Cuộc cách mạng năm 1952, buộc vua Farouk I thoái vị và nhường ngôi cho con là Fuad II. Ngày 18 tháng 6 năm 1953, chế độ quân chủ bị bãi bỏ, Ai Cập được tuyên bố trở thành một nước cộng hoà. Nhà Muhammad Ali chính thức cáo chung.

## Kết quả của cuộc canh tân
Nước Ai Cập ở gần châu Âu, và có nhiều qua lại tiếp xúc với người Âu, nên dễ nhận thức được sự tiến bộ của các nước châu Âu thời cận đại. Chính các lãnh tụ, từ Muhammad Ali Pasha cho đến Isma'il Pasha, đã tích cực canh tân, và mở rộng cửa cho các công ty, tập đoàn kỹ nghệ người Âu vào làm việc tại Ai Cập. Do đó có lẽ không có nổi tiếc nuối của người đời sau về trường hợp của một Nguyễn Trường Tộ Ai Cập bị chê cười bác bỏ về những điều tai nghe mắt thấy, về những đề nghị canh tân đất nước.
Tuy nhiên, mặc dù đã có thực hiện canh tân, nhưng cuộc canh tân của nhà Muhammad Ali đã không đem lại mấy hạnh phúc cho người dân, và không cứu được nước Ai Cập khỏi bị nước ngoài vào cai trị.
Khi canh tân, các lãnh tụ đã dùng sức dân nhiều quá, khiến tiềm năng phát triển đất nước bị suy yếu. Trong gần 150 năm thời nhà Muhammad Ali, người Ai Cập hình như không lập được một xí nghiệp kỹ nghệ nào có tầm cỡ lớn, được thế giới biết đến, như Matsushita trong ngành điện tử của Nhật, hay Tata Steel trong ngành luyện thép của Ấn Độ.
Và trong thời này, nền giáo dục và nghiên cứu Ai Cập cũng không đào tạo được một tên tuổi lớn về khoa học kỹ thuật nào, dù là từ cộng đồng Hồi giáo chiếm đa số, hay là từ các cộng đồng thiểu số là Cơ Đốc giáo và Do Thái giáo. Nhà khoa học Ai Cập Moustafa Mosharafa (1898-1950), được Albert Einstein coi là một trong những nhà vật lý học giỏi nhất thời đó - nhưng ít ai biết đến vì không có phát minh, lập thuyết nào nổi bật - chỉ học ở Ai Cập hết bậc trung học, rồi tiếp tục cấp đại học ở Anh. Trong khi đó, tại một xứ canh tân trễ hơn là Nhật Bản, Hideki Yukawa, học đại học tại nước nhà, đã đề xuất hạt meson trong tương tác mạnh năm 1935 và được trao giải Nobel Vật lý năm 1949. Trường hợp khác, như tại Ấn Độ, Satyendra Nath Bose, được biết đến qua thống kê Bose-Einstein về photon và boson (1924), đã được đào tạo tại các trường đại học ở Calcutta và Dhaka (trên tiểu lục địa Ấn Độ) của chính quyền thực dân Anh. Nhà bác học Ấn Độ C.V. Raman, được trao giải Nobel về vật lý năm 1930, cũng đã học đại học tại Madras và nghiên cứu tại đại học Calcutta.
Nhìn lại quá khứ, khoa học kỹ thuật tại Ai Cập đã từng đứng hàng đầu thế giới từ thời cổ đại cho đến đầu thời nhà Mamluk (1260 - 1517). Nhưng có lẽ vì các lãnh tụ nhà Muhammad Ali không triệt để khuyến khích các ngành nghiên cứu, không phát triển các trường đại học đúng mức, cho nên khoa học kỹ thuật tại Ai Cập đã không được "thức giấc". Năm 1875, ngoại trừ các viện đại học tôn giáo, Ai Cập chỉ có 7 trường đại học hoặc trường chuyên môn, với 69 giáo sư và 356 sinh viên, và 7 trường này đều ở tại thủ phủ Cairo . Cũng có nhiều lý do khác, khó đề cập hết trong phạm vi của bài, khiến cho Ai Cập tiếp tục bị chậm trễ sau thời canh tân này.

## Quá trình nhân khẩu học
Dân số Ai Cập được ước lượng khoảng 4 triệu vào năm 1805  và bắt đầu tăng nhanh vào thập niên 1840. Cuộc thống kê dân số theo phương pháp hiện đại được thực hiện năm 1897, đưa ra con số 9 734 405 người.
Dân số Ai Cập lên đến hơn 14 triệu vào năm 1927 và 19 triệu vào năm 1947, trong đó số người hoạt động chiếm khoảng 35% . Nhìn chung, dân số Ai Cập đã tăng khoảng gấp 5, nhưng sự gia tăng đó lại cũng rất chậm so với giai đoạn 1950 - 2000, vì trong giai đoạn ngắn ngủi này họ đã đông thêm gần gấp 4 lần.